# Psql
psql – oficjalny terminalowy klient pozwalający na połączenie z bazą danych PostgreSQL. Jest to narzędzie pozwalające na wykonywanie zapytań SQL w sposób interaktywny lub z wcześniej przygotowanego pliku z poleceniami do wykonania. Narzędzie to jest podobne do SQLPlus w bazie danych Oracle, czy ISQL w bazie danych Sybase. Poza obsługą SQL program wspiera liczne metapolecania oraz obsługuje zmienne, co ułatwia pisanie skryptów z jego użyciem. Program ten może być także wykorzystywany do zapisywania wyników zapytań do plików lub ewentualnego wykorzystania przez skrypty powłoki.